# Kurtxàtov (cràter)
Kurtxàtov és un cràter d'impacte que s'hi troba a la cara oculta de la Lluna. Està just al sud-oest del cràter Wiener, i més al sud-est de Bridgman. Un parell de diàmetres del cràter al sud de Kurtxàtov s'hi troba la vora nord de la Mare Moscoviense.
Es tracta d'una formació de cràters desgastada i erosionada, amb un parell de petits cràters que travessen la seua vora nord, amb un brocal generalment desgastat i picat especialment per la seva paret interior. Un petit cràter se situa en la paret interior nord, i un segon cràter en forma de bol apareix al sòl interior al costat de la vora nord-oest. Presenta una cresta petita i allargada prop del punt central, i la plataforma interior està coberta de petits cràters.
Començant al sud de Kurtxàtov i dirigint-se cap a l'oest-nord-oest s'hi troba una cadena de cràters designada Catena Kurchatov, que acaba al sud-est del cràter Becquerel.

## Cràters satèl·lit
Per convenció aquests elements són identificats en els mapes lunars posant la lletra en el costat del punt central del cràter que està més proper a Kurtxàtov.
|           | \| Kurtxàtov \| Coordenades \| Diàmetre \| \| --------- \| -------------------------------------- \| -------- \| \| T \| 38° 00′ N, 138° 00′ E / 38.0°N,138.0°E \| 27 km \| \| W \| 40° 24′ N, 140° 24′ E / 40.4°N,140.4°E \| 33 km \| \| X \| 41° 18′ N, 139° 54′ E / 41.3°N,139.9°E \| 17 km \| \| Z \| 41° 00′ N, 141° 48′ E / 41.0°N,141.8°E \| 27 km \| |          |
| Kurtxàtov | Coordenades | Diàmetre |
| T         | 38° 00′ N, 138° 00′ E / 38.0°N,138.0°E | 27 km    |
| W         | 40° 24′ N, 140° 24′ E / 40.4°N,140.4°E | 33 km    |
| X         | 41° 18′ N, 139° 54′ E / 41.3°N,139.9°E | 17 km    |
| Z         | 41° 00′ N, 141° 48′ E / 41.0°N,141.8°E | 27 km    |

## Altres referències
- (WGPSN), IAU Working Group for Planetary System Nomenclature. «Gazetteer of Planetary Nomenclature. 1:1 Million-Scale Maps of the Moon» (en anglès).  UAI / USGS, 13-02-2013. [Consulta: 6 abril 2016].
- Andersson, L. E.; Whitaker, E. A.,. NASA Catalogue of Lunar Nomenclature (en anglès).  NASA RP-1097, 1982.
- Blue, Jennifer. «Gazetteer of Planetary Nomenclature» (en anglès).  USGS, 25-07-2007. [Consulta: 2 gener 2012].
- Bussey, B.; Spudis, P.. The Clementine Atlas of the Moon (en anglès).  Nueva York: Cambridge University Press, 2004. ISBN 0-521-81528-2.
- Cocks, Elijah E.; Cocks, Josiah C.. Who's Who on the Moon: A Biographical Dictionary of Lunar Nomenclature (en anglès).  Tudor Publishers, 1995. ISBN 0-936389-27-3.
- McDowell, Jonathan. «Lunar Nomenclature» (en anglès).   Jonathan's Space Report, 15-07-2007. [Consulta: 2 gener 2012].
- Menzel, D. H.; Minnaert, M.; Levin, B.; Dollfus, A.; Bell, B. «Report on Lunar Nomenclature by The Working Group of Commission 17 of the IAU» (en anglès). Space Science Reviews, 12, 1971, pàg. 136.
- Moore, Patrick. On the Moon (en anglès).  Sterling Publishing Co, 2001. ISBN 0-304-35469-4.
- Price, Fred W. The Moon Observer's Handbook (en anglès).  Cambridge University Press, 1988. ISBN 0521335000.
- Rükl, Antonín. Atlas of the Moon (en anglès).  Kalmbach Books, 1990. ISBN 0-913135-17-8.
- Webb, Rev. T. W.. Celestial Objects for Common Telescopes, 6ª edición revisada (en anglès).  Dover, 1962. ISBN 0-486-20917-2.
- Whitaker, Ewen A. Mapping and Naming the Moon (en anglès).  Cambridge University Press, 2003. 978-0-521-54414-6.
- Wlasuk, Peter T. Observing the Moon (en anglès).  Springer, 2000. ISBN 1-85233-193-3.